# بیمارستان آت ایون
بیمارستان آت ایون (به انگلیسی: Aut Even Hospital) بیمارستانی خصوصی در ایرلند است که در ۱۹۱۲ میلادی ساخته شد.